# Гребёнковский элеватор
Гребёнковский элеватор (укр. Гребінківський елеватор) — предприятие пищевой промышленности в селе Кальчик Гребёнковского района Полтавской области.

## История
В 1943 году возле узловой железнодорожной станции Гребёнка был оборудован пункт «Заготзерно» складской ёмкостью 11 тыс. тонн.
В связи с увеличением производства зерна в Полтавской области в 1967 году было принято решение о строительстве в Гребёнковском районе нового элеватора. Строительство элеватора ёмкостью 71,5 тыс. тонн началось в 1968 году в соответствии с восьмым пятилетним планом развития народного хозяйства СССР на территории свеклосовхоза «Гребёнковский», рядом с железнодорожной линией Гребёнка - Прилуки. Рабочая башня и два силосных корпуса были введены в эксплуатацию в декабре 1971 года, летом 1972 года предприятие (структурным подразделением которого стал пункт «Заготзерно» с зерновыми складами) начало приём зерна нового урожая.
После провозглашения независимости Украины элеватор перешёл в ведение министерства сельского хозяйства и продовольствия Украины.
В марте 1995 года Верховная Рада Украины внесла элеватор в перечень предприятий, приватизация которых запрещена в связи с их общегосударственным значением.
После создания в августе 1996 года государственной акционерной компании "Хлеб Украины" элеватор стал дочерним предприятием ГАК "Хлеб Украины".
После создания 11 августа 2010 года Государственной продовольственно-зерновой корпорации Украины элеватор был включён в состав предприятий ГПЗКУ.
Летом 2014 года на элеваторе была установлена зерносушилка производства итальянской компании "Bonfanti" для сушки кукурузы.
В ноябре 2015 года на элеваторе установили автоматический пробоотборник "Stork 440 Compact" итальянского производства.
В мае 2016 года Кабинет министров Украины вынес на рассмотрение вопрос о возможности приватизации элеватора, а 31 августа 2016 года - разрешил приватизацию предприятия.

## Современное состояние
Основной функцией предприятия является хранение зерновых культур (пшеницы, кукурузы, ячменя), а также семян масличных культур.
Общая рабочая емкость предприятия составляет 83,7 тыс. тонн (элеваторная - 71,5 тыс. тонн и складская - 12,2 тыс. тонн).